# Денисов, Фёдор Петрович
Граф (с 04.04.1799) Фёдор Петро́вич Дени́сов (1738, станица Пятиизбянская — 1 марта 1803, станица Пятиизбянская) — донской казак, дослужившийся до чина генерала от кавалерии, кавалер ордена св. Георгия 2, 3 и 4-й степеней. В турецких войнах получил от неприятеля прозвище «Денис-паша». Передал свой титул и фамилию внуку Василию Васильевичу Орлову-Денисову.

## Биография
Родился в семье донских казаков Денисовых. Первоначально воспитывался в доме родителей и, выучившись читать и писать, 1 февраля 1756 года был записан в число служилых казаков, причислен к Атаманскому полку и поступил в полк, содержавший пограничные караулы на Оренбургской линии. Произведённый 20 марта того же года в полковые есаулы, он в 1763 году перешёл с полком в Кизляр.
Когда казаки были вытребованы с Дона в армию Румянцева, действовавшего против турок, Денисов добровольно отправился туда и вскоре был выбран казаками в есаулы. В первом же сражении при Ларге он оправдал этот выбор. Врубившись в турецкую конницу, Денисов зарубил 7 турок, о чём свидетелями этого подвига было донесено фельдмаршалу, который обратил внимание на лихого казака, начал давать ему ответственные поручения и, убедившись, что Денисов оправдывает его надежды, дал ему ряд наград в короткое время: 5 сентября 1770 года он был произведён в старшины, в 1773 году — в премьер-майоры, в 1774 году — в подполковники и полковники; кроме того, получил золотую медаль с портретом императрицы Екатерины II и с надписью о его подвигах.
Направленный к Измаилу, он разбил 6-тысячный турецкий отряд, вышедший из крепости ему навстречу, и захватил 1700 пленных и 12 знамён; 22 сентября 1770 года взял крепость Татар-Бунар, захватив в ней 23 пушки и 15 знамён, затем разбил турок в Дунайских гирлах, взяв 12 знамён, и участвовал при взятии крепостей: Аккермана, Тульчи (в 1770 году), Бабадага и Исакчи (в 1771 году).
В 1772 году он снова разбил турок при Горы-балах, отняв 4 пушки и 17 знамён, и при взятии Силистрии был впервые ранен пулей в ногу.
В 1773 году участвовал в поражении турок у озера Карасу, причём взял много пленных, 5 знамён и 8 пушек и под Варной снова был ранен пулей в грудь. Произведённый в том же году в майоры армии, Денисов в 1774 году разбил под Силистрией корпус Кара-паши, взял его лагерь, 2 пушки и 9 знамён; двигаясь затем к местечку Базарджику, он атаковал 7-тысячный конный корпус Черкеса-паши и, гоня его, смял 13-тысячный турецкий отряд у лимана Базарчук, захватил лагерь, 12 пушек и 13 знамён; 15 июня того же года Денисов вторично разбил Черкеса-пашу у Ени-Базара, захватив 4 знамени, 17 июня разбил под Шумлой 17 тысяч турецкой конницы и, направленный затем к Балканам, прогнал за них Юсуфа-пашу, причём был ранен пулей в левый бок. Вернувшись после сего к Шумле, принял участие в отражении вылазки из неё турок и снова был ранен двумя пулями в левую ногу. Вынужденный вследствие многих ранений оставить на время строй, Денисов, по окончании 1-й турецкой войны, награждён был 10 июля 1775 года орденом Георгия 4-й степени (№ 214 по списку Судравского и № 261 по списку Григоровича — Степанова)
За храбрые и мужественные подвиги, оказанные в турецкую войну во многих случаях.
В течение одной лишь этой войны с Турцией Денисовым было взято всего у неприятеля 2797 человек пленными, 108 знамён и 68 пушек. О храбрости его создались легенды, и прозвище «Денис-паша» наводило ужас на турок.

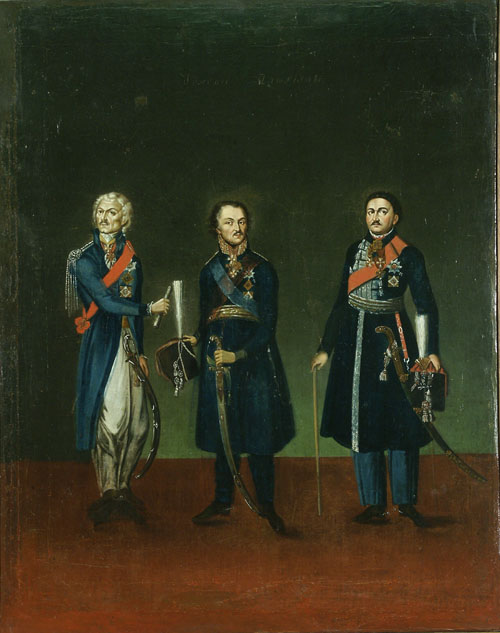
Портрет Ф. П. Денисова, М. И. Платова и В. П. Орлова

По выздоровлении от раны и при занятии полуострова Крыма, Денисов в 1779 году снова появился на театре военных действий, на этот раз в Крыму против бунтовавших татар, в 1780 году был вызван в Санкт-Петербург, а в 1783 году снова отправлен в Крым, в помощь Суворову.
За многие отличия по службе Денисов в 1784 году произведён был в бригадиры, а 30 мая 1787 года в генерал-майоры а также получил золотую саблю с бриллиантами и надписью «За храбрость».
Денисов принял участие и во 2-й турецкой войне. Как один из наиболее отличившихся на штурме Очакова в 1788 году, Денисов был отправлен Потёмкиным в Санкт-Петербург «с регалиями».
Императрица Екатерина II, придавая большое значение ведшимся в то время военным действиям со Швецией, отправила Денисова в действующую армию. Денисов и здесь покрыл себя славой, разбив шведов у деревни Кире, при переправе у Парасальми, при деревнях Кайпиас и Кутти, на реке Кюмень и у кирки Вилькеной. В последнем деле противником его явился сам шведский король Густав III, стоявший во главе 7-тысячного корпуса. На вопрос императрицы Екатерины, как он, Денисов, осмелился со своими малыми силами напасть на самого короля, Денисов ответил: «Смелость отворяет широкие ворота к победе». В эту кампанию Денисов был снова дважды ранен тремя пулями в левую ногу и левую руку. Здесь Денисов неоднократно проявлял присущую ему отвагу и распорядительность; однажды в стычке со шведами, раненый пулей в руку он не оставил поля сражения и тут же приказал врачу вынуть пулю и после операции тотчас же сел на лошадь и стал распоряжаться расстановкой орудий на возведенных, по его приказанию, батареях. Наградой Денисову были вторая золотая сабля с бриллиантами и ордена св. Владимира 2-й степени в 1789 году, св. Анны в 1790 году и Белого Орла в 1793 году. Кроме того 9 июня 1789 года Денисов был пожалован орденом св. Георгия 3-й степени (№ 67 по спискам Григоровича — Степанова и Судравского)
Во уважение на усердную службу и отличную храбрость, оказанную им против войска короля Шведскаго при Кири, когда он со вверенною ему командою отрезывал ретираду неприятелю и, превозмогая трудности овладел местом, в коем неприятель сильным образом препятствовал его переправе, причем получил в ногу контузию и потом при Сант-Михеле, несмотря на полученную им новую рану, оставался против неприятеля для отпору и примечании движений его, явив и тут новые доводы своей доброй воли и мужества.
Излечившись от ран, Денисов в том же 1790 году был послан в Речь Посполитую (Польша и Литва) и с началом там военных действий был поставлен во главе передового отряда.
В 1794 году он противостоял войскам Тадеуша Костюшко. Прибыв к действующему корпусу, стоявшему недалеко от Кракова, Денисов, узнал, что в 10 верстах от него сосредоточены главные силы противника. Желая сразу поразить их, он разделил свой отряд, состоявший из 3500 человек, на две части; одну повел в обход слева, а другую вверил генералу Тормасову. Последний не дождался условленного сигнала, преждевременно атаковал поляков и был разбит. Однако, Денисов не смутился этим; не дав опомниться полякам, он напал на них и вознаградил потери своего корпуса блестящей победой. Действия Денисова награждены были орденами св. Александра Невского и св. Георгия 2-й степени (28 июня 1794 года, № 30)
В воздаяние усердной службы, ревностных трудов и отличнаго мужества, оказаннаго им 26-го мая 794 года при атаке мятежников польских в многочисленных силах при Щекочине, где он, предводительствуя корпусом войск, одержал над ними победу.
Приняв участие в сражении при Мацеёвицах, захвате в плен Костюшко и взятии варшавского предместья Прага, Денисов был послан Суворовым преследовать польские войска Вавжецкого, ушедшие из-под Варшавы, и, нагнав их у Опочно, один, с казаком, явился к Вавжецкому и, объявив ему, что он, Денисов, арестует его, отвёз к Суворову.
1 января 1795 года произведён в генерал-лейтенанты и зачислен в Свиту.
Император Павел I в 1798 году назначил Денисова командиром Лейб-Казачьего полка, 26 февраля того же года произвёл в генералы от кавалерии и в следующем году назначен инспектором Кавказской линии и Астраханским военным губернатором, с оставлением в должности командира Лейб-Казачьего полка, а затем ему приказано было взять в своё командование 28 казачьих полков, расположенных на западной границе, «для исполнения порученного». В чём заключалось это поручение, осталось неизвестным.
Когда начались приготовления к войне с Францией, Суворов, высоко ценя военные дарования Денисова, рекомендовал императору назначить его командующим корпусом, направленным в Швейцарию, но император Павел предпочёл генерала Римского-Корсакова. Государю, однако, пришлось убедиться в ошибочности своего выбора. Обсуждая однажды с Денисовым положение дел в Швейцарии, Павел разгневался на Денисова и воспретил ему приезд ко двору за то, что последний высказал уверенность в поражении Римского-Корсакова, если тот не изменит растянутого расположения своих войск. События оправдали предсказания Денисова и подняли его в мнении государя.
4 апреля 1799 года Денисов был возведён со всем своим потомством в графское достоинство, но через год, в марте 1800 года, отставлен от службы «за проволочку препорученного ему дела по комиссии военного суда», 6 ноября того же года вновь принят в службу с назначением шефом Лейб-Казачьего полка, а 4 января 1801 года снова отставлен от службы «за беспорядки, происшедшие в полку, ему вверенном».
Остаток жизни граф Денисов провёл на Дону в Пятиизбянской станице, где и умер 1 марта 1803 года. Столетие спустя, 26 августа 1904 года, генерал от кавалерии Денисов был объявлен вечным шефом 11-го Донского казачьего полка.

## Награды
- орден Святого Георгия 4-й степени (10.07.1775)
- золотая сабля с бриллиантами и надписью «За храбрость» (30.05.1787)
- орден Святого Георгия 3-й степени (09.06.1789)
- орден Святого Владимира 2-й степени (1789)
- золотая сабля с бриллиантами (1789)
- орден Святой Анны (06.07.1790)
- орден Белого орла (Речь Посполитая, 1793)
- орден Святого Георгия 2-й степени (28.06.1794)
- орден Святого Александра Невского (09.11.1794)

## Потомство
Денисов не оставил после себя мужского потомства. Единственная его дочь Дарья вышла замуж за атамана Донского войска Василия Петровича Орлова, и сыну её от этого брака, Василию Васильевичу Орлову — впоследствии генерал-адъютанту — 26 апреля 1801 года Высочайше разрешено было принять фамилию и титул деда и именоваться потомственно графом Орловым-Денисовым.
Славные воинские традиции семейства Денисовых также продолжали племянники Фёдора Петровича — Андриан Карпович и Василий Тимофеевич Денисовы.